# Krooknaistenkarit
Krooknaistenkarit är klippor i Finland.   De ligger i kommunen Gustavs i landskapet Egentliga Finland, i den sydvästra delen av landet, 200 km väster om huvudstaden Helsingfors.
Terrängen runt Krooknaistenkarit är mycket platt. Havet är nära Krooknaistenkarit åt sydväst.  Närmaste större samhälle är Gustavs, 8,1 km nordost om Krooknaistenkarit. 